# Bernie Dogde
Bernie Dodge es profesor e innovador de tecnología educativa de la Universidad de San Diego, (California) y creador de WebQuest.

## Trabajo
Enseña Juegos y simulaciones para el aprendizaje, Advenced Multimedia, Realidad Virtual Learning Environments y Psicología del Aprendizaje Basado en Tecnología. Tiene formación en Ingeniería y Pedagogía. Enseñó Matemáticas en los  Cuerpo de Paz, además ayudó a profesores en el Instituto Politécnico de Worcester en el desarrollo de proyectos de actividades de aprendizaje fuera de la Institución educativa. También dictó un curso de Educación para maestros.
Eschool Noticias lo mencionó como uno de los 30 principales innovadores de tecnología educativa de la nación.
Es autor de una serie de paquetes de software educativo para niños y herramientas tecnológicas para educadores, además escribió un artículo para un boletín a distancia sobre algunas reflexiones sobre las WebQuest, en dónde la idea comenzó a hacerse popular.
Las WebQuest se tratan de un modelo didáctico basado en la investigación guiada por parte del docente , la mayoría de la Información es extraída de Internet, ese tipo de actividad promueve el Trabajo cooperativo, en equipo, la autonomía de cada alumno y la utilización de habilidades cognitivas superiores.
En estas propuesta el alumno tiene un rol activo, a la utilización de un Pensamiento creativo necesario para la resolución de los distintos problemas planteados y para un análisis de los enunciados, no se trata solo de responder preguntas, ya que el alumno debe leer, comprender la información que seleccione el mismo para poder transformar y procesar la misma, por ello es que debe poseer un buen nivel de comprensión.